# Castillo de Montemayor del Río

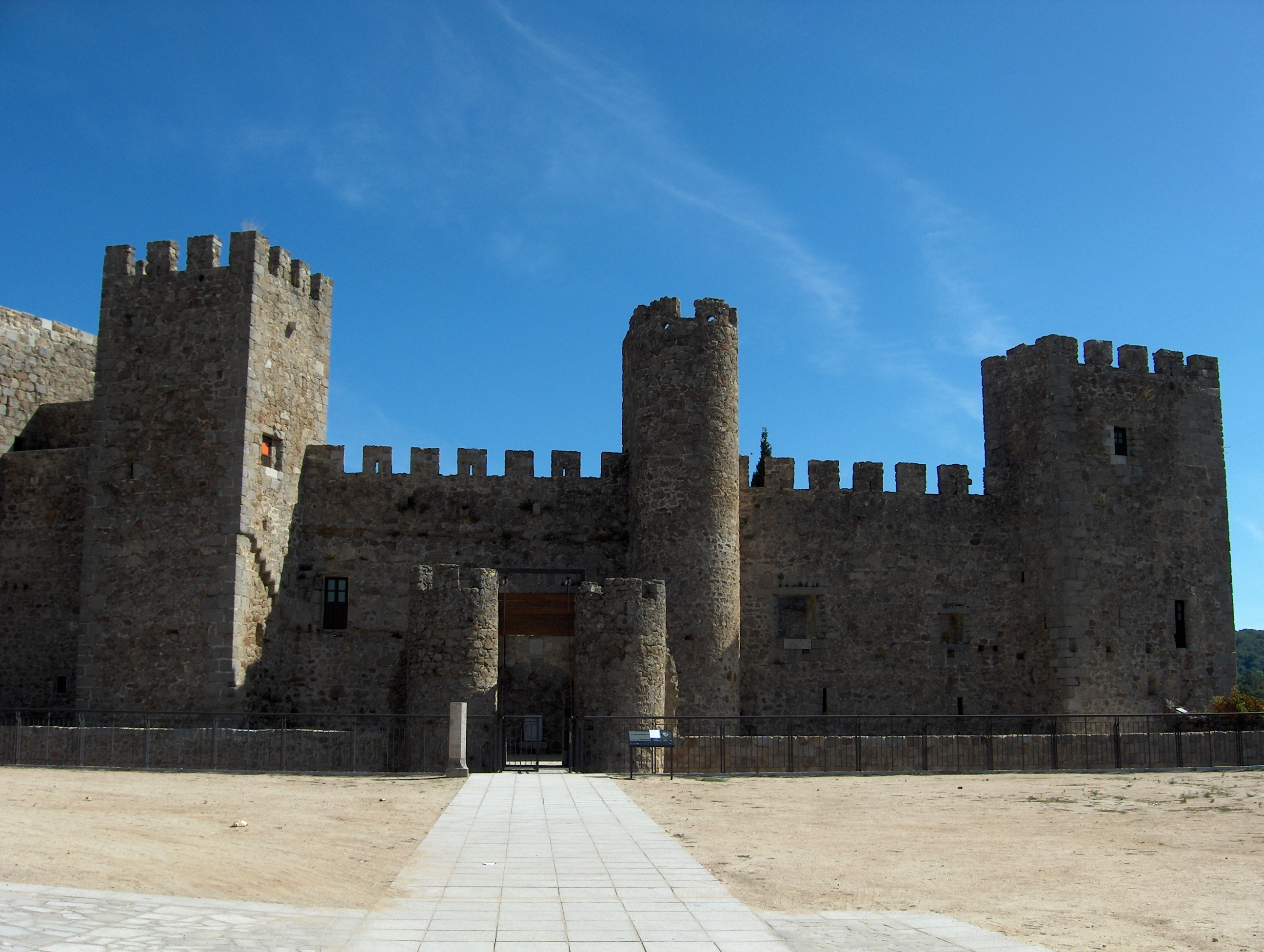
Burg von Montemayor del Río

Das Castillo de Montemayor del Río (auch als Castillo de San Vicente bezeichnet) ist eine Burg in Montemayor del Río, einer Gemeinde in der spanischen Provinz Salamanca der Autonomen Region Kastilien und León, die im 14./15. Jahrhundert errichtet wurde. Die Burg ist ein geschütztes Baudenkmal (Bien de Interés Cultural).

## Geschichte
Die Burg besaß ursprünglich zwei Einfriedungen und vier Ecktürme, von denen noch zwei erhalten sind. Auf den Mauern sind noch die Zinnen erhalten und das Tor wird von zwei Wehrtürmen flankiert.
Nach zwanzigjähriger Renovierungszeit wurde am 13. Juni 2009 die Burg wiedereröffnet, in der sich nun das Centro de Interpretación del Medievo (Museum zum Mittelalter) befindet.